# Koszmosz–111
A Koszmosz–111 (oroszul: Космос 111) (Luna E-6SZ) a szovjet műszeres Koszmosz műhold-sorozat tagja, technikai műhold, a Luna-program része.

## Küldetés
Tervezett feladata a Hold megközelítése –  emberi bábut szállító űrhajóval, későbbi Luna–10 programjának megfelelően –, a Hold megkerülése, felületének fényképezése, repülés közben a kozmikus sugárzás, a napszél, a mikrometeoritok, az interplanetáris anyag és a Hold mágneses terének vizsgálata.

## Jellemzői
Építette és üzemeltette az OKB–1 (oroszul: Особое конструкторское бюро №1,- ОКБ-1). Az NPO Lavocskin típusú Luna E–6SZ holdszonda első indítása volt. Egy hónappal később a Luna E–6SZ típusú űrszonda második, Luna–10 jelzéssel indított példánya sikeresen Hold körüli pályára állt.
1966. március 1-jén a Bajkonuri űrrepülőtér indítóállomásról a modernizált, párhuzamos elrendezésű, háromfokozatú Molnyija–M (GRAU-kódja: 8K78M) hordozórakétával állították Föld körüli parkolópályára. Az orbitális egység pályája 88,2 perces, 51,8 fokos hajlásszögű, elliptikus pálya-perigeuma 182 kilométer, apogeuma 194 kilométer volt. Technikai okok miatt nem sikerült a második kozmikus sebesség elérése, az űreszköz holdbéli röppályára állítása.
Hasznos tömege 6540 kilogramm. Hengeres, 252 kilogrammos, 1,5 méter magas, 75 centiméter átmérőjű műszertartállyal volt felszerelve.
Műszerei: gamma-sugár-spektrométer, magnetométer, mikrometeorit-detektor, a Nap-plazma, illetve a Hold infravörös kibocsátásának mérését végző műszer, röntgen-detektor, töltött-részecske detektor. Rendelkezett az automatikus vezérléshez, kapcsolattartáshoz szükséges felszerelésekkel.
1966. március 3-án földi parancsra belépett a légkörbe és elégett.

## Külső hivatkozások
- Koszmosz–111. nasa.gov. (Hozzáférés: 2012. november 25.)
- Koszmosz–111. lib.cas.cz. [2013. október 13-i dátummal az eredetiből archiválva]. (Hozzáférés: 2013. január 17.)
- Az E–6SZ típusú űrszonda az Encyclopedia Astronautica oldalán Koszmosz–111. astronautix.com. (Hozzáférés: 2013. január 17.)

| Elődje: Luna–9 | Luna-program 1963–1968 | Utódja: Luna–10 |

| Elődje: Koszmosz–110 | Koszmosz-program 1966 | Utódja: Koszmosz–112 |